# Lacie
LaCie är en tillverkare av kringutrustning till datorer, tillverkar främst tillbehör avsedda för lagring, framförallt externa hårddiskar. Deras andra produktgrupp är datorskärmar för professionella grafiker, där de har stark fokus på god färgåtergivning.
1. ↑  hämtat från: franskspråkiga Wikipedia.[källa från Wikidata]